# Shōnen-manga
Shōnen-manga (jap. 少年漫画) – rodzaj mangi przeznaczonych głównie dla chłopców.

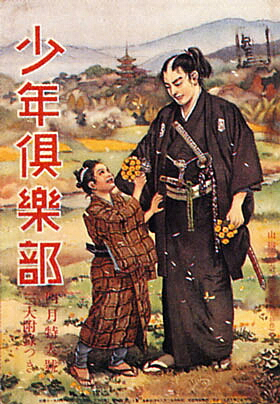
Okładka magazynu Shōnen Club z kwietnia 1929 roku

W tego rodzaju komiksach i filmach dominują walki, transformacje, roboty i silni bohaterowie. Także historie, które opowiadają o miłości, czyli temat typowy dla shōjo-mangi (manga dla dziewcząt), mogą być zaliczane do shōnen-mangi (shōnen znaczy chłopiec), gdy historia widziana jest z punktu widzenia chłopaka. Nie zawsze kończą się szczęśliwie, co jest kolejną różnicą pomiędzy shōnen-mangą a shōjo-mangą.
W Japonii wydawany jest tygodnik „Shūkan Shōnen Jump”, który zawiera najczęściej nowe rozdziały mang (nie tylko) lub rozdziały mające zareklamować nową mangę na rynku. Poza Japonią tygodnik wydawany jest również w Stanach Zjednoczonych.
Filmy animowane (anime) dla chłopców nazywają się shōnen-muke-anime.

## Przykłady shōnen-mangi
- Ao no Exorcist
- Atak Tytanów
- Beelzebub
- Bleach
- Bobobo-bo Bo-bobo
- City Hunter
- D.Gray-man
- Death Note
- Dragon Ball
- Eureka Seven
- Fairy Tail
- Fire Force
- Fullmetal Alchemist
- Gintama
- Haikyū!!
- Hajime no Ippo
- Hikaru no go
- Hunter × Hunter
- Inazuma Eleven
- Kapitan Jastrząb
- Król szamanów
- Katekyō Hitman Reborn!
- Naruto
- Noragami
- One Piece
- Rurōni Kenshin
- Soul Eater
- Tengen Toppa Gurren Lagann
- The Promised Neverland
- JoJo’s Bizarre Adventure
- My Hero Academia
- Rycerze Zodiaku
- Sword Art Online
- Yu-Gi-Oh!